# 린쿠타운역
린쿠타운역(일본어: りんくうタウン駅, りんくうたうんえき 린쿠타운에키[*])은 일본 오사카부 이즈미사노시에 위치한 서일본 여객철도 및 난카이 전기 철도의 역이다. 양 회사의 공통 사용역이지만 역 업무 전반은 난카이 전기 철도가 맡고 있으며 미도리노마도구치는 서일본 여객철도 교통 서비스에 위탁되어 있다.

## 역 구조
쌍섬식 승강장으로 2면 4선의 고가역이다. 2층에 있는 개찰구 및 대합실은 난카이와 서일본 여객철도가 함께 사용하고 있다. 승강장은 3층에 있으며 외측 1·4번선은 난카이 전기 철도가, 내측 2·3번선은 서일본 여객철도가 사용하고 있다.
이코카 · 피타파 및 제휴 교통카드의 사용이 가능하다.

### 승강장
| 1 | ■ 공항선        | 간사이 공항 방면                |
| 2 | ■ 간사이 공항선 | 간사이 공항 방면                |
| 3 | ■ 간사이 공항선 | 덴노지 · 오사카 · 교바시 방면   |
| 4 | ■ 공항선        | 이즈미사노 · 사카이 · 난바 방면 |

## 역사
- 1994년 6월 15일: 서일본 여객철도 및 난카이 전기 철도 소속으로서 개업하였다.
- 2003년 11월 1일: 이코카의 사용이 개시되었다.
- 2018년 9월 4일 태풍 제비 영향으로 간사이 공항 방면은 운행중지가 되었다.
- 2018년 9월 18일 : 간사이 공항 방면 운행재개

## 인접정차역
| 서일본 여객철도 간사이 공항선 | 서일본 여객철도 간사이 공항선 | 서일본 여객철도 간사이 공항선     |
| ----------------------------- | ----------------------------- | --------------------------------- |
| 히네노 덴노지 방면            | ■ 간사이 공항선               | 간사이 공항 방면                  |
| 난카이 전기 철도 공항선       |                               |                                   |
| NK30 이즈미사노 난바 방면     | ■ 공항선                      | 간사이 공항 NK32 간사이 공항 방면 |